# Romet 50 T-3
Romet 50 T-3 – dwuosobowy motorower, którego produkcję planowano zacząć w zakładach Romet w Bydgoszczy od 1980 roku. Nigdy nie wyszedł poza stadium prototypu.  
Motorower był udoskonaloną wersją poprzednika (50 T-1) Główną różnicą między poprzednikiem a jego następcą były mniejsze koła 17", o zwiększonej szerokości. Pozwoliło to na zwiększenie komfortu jazdy i bezpieczeństwa z uwagi na obniżenie środka ciężkości. Zastosowano też wiele drobnych zmian konstrukcyjnych.